# マンシュウザリガニ
マンシュウザリガニ（満州蝲蛄、Cambaroides dauricus）、別名東北ザリガニ（東北黑螯蝦）、ダウリアザリガニ（Даурский рак）は、アメリカザリガニ科アジアザリガニ属の淡水ザリガニである。原産地は中国東北地区、朝鮮半島及びロシア極東に生息し、一般的な食用ザリガニの一種でもある。

## 生態
本種はアムール川流域の水質の良い川や湖に棲息する。溶存酸素量やミネラル分の多い水質を好み、水質の変化に敏感である。腹部を折り曲げ鰭を使い後方へ素早く動き、歩行脚を使いあらゆる方向へ進む事ができ、夕暮れ時に巣穴から出る。寿命は最大で20年ほどで、冬季は岸辺に掘った巣穴に隠れるが、冬眠する事はない。食性は雑食でオタマジャクシ、軟体生物、昆虫の幼生や動物の死骸等を食べる。